# Abdelatif Redjil
 (février 2012).
 (mars 2011).
 (novembre 2010).
Abdelatif Redjil, dit Le Serrurier, né en 1956, est un malfaiteur receleur connu dans le milieu du grand banditisme français. Originaire d'Argenteuil dans le Val d'Oise, il est réputé pour entrer en douceur dans les endroits qu'il dépouille, sans bris de porte ou de serrure. En 2007, il a subtilisé plusieurs œuvres de Pablo Picasso, dont la peinture "Maya à la poupée", au domicile de la petite-fille du peintre. Il aurait assisté à l'accident du Pont de l'Alma ayant coûté la vie à la Princesse Diana [réf. souhaitée]. Il a deux fils.

## Vol des Picasso
Dans la nuit du 26 au 27 février 2007, vers trois heures du matin, il se serait introduit avec plusieurs complices dans l'hôtel particulier de Diana Widmaier Picasso, petite-fille et héritière du peintre Pablo Picasso, pour y dérober deux tableaux : Maya à la poupée, et un portrait de Jacqueline Roque la dernière épouse du peintre. Le montant des deux toiles avait été estimé à l'époque à 50 millions d'euros.
À la suite de la dénonciation de ses complices, il a été arrêté en août 2007 et condamné en septembre 2010 à 5 ans de prison,  dont 2 ans avec sursis, pour le recel des toiles de Picasso. Mais il n'a pas attendu la fin du procès pour prendre la fuite. En cavale, il a failli être arrêté par la DRPJ de Versailles le 14 octobre 2010 alors qu'il était en train de forcer l'accès aux coffres d'un distributeur automatique de billets à Colombes dans les Hauts-de-Seine. Ses deux complices ont pu être interpellés, alors qu'il a pris la fuite en fonçant avec son véhicule sur des fonctionnaires de police. Finalement il sera arrêté le 30 octobre 2010 alors qu'il se cachait sous l'identité de son frère.

## Accident mortel de la Princesse Diana
Dans la nuit du 30 au 31 août 1997, Abdelatif Redjil se trouvait avec un ami aux abords du tunnel de l'Alma à Paris dans le 16e arrondissement. Au moment où la Mercedes conduite par Monsieur Paul, employé de l'hôtel du Ritz s'est encastrée dans un poteau du tunnel de l'Alma, il remontait le long du tunnel. Abdelatif Redjil  avait déclaré aux enquêteurs qu'il était arrivé sur les lieux avant les services de police et les secours. Il avait alors ouvert la portière arrière de la Mercedes accidentée, et avait constaté que la princesse était encore consciente. Lui tenant la main, il a essayé de la rassurer.
Il avait été invité à témoigner devant la Haute Cour de Justice de Londres en 2007, dans le cadre de l'enquête sur les circonstances de l'accident. Il a déclaré devant la commission britannique qu'après l'accident, elle répétait des mots comme "My God My God". Il a affirmé avoir essayé de la rassurer en anglais en lui disant "Ne vous en faites pas". Elle aurait ouvert les yeux sans répondre, tout en remuant la main.